# Elrosa (Minnesota)
Elrosa es una ciudad ubicada en el condado de Stearns en el estado estadounidense de Minnesota. En el Censo de 2010 tenía una población de 211 habitantes y una densidad poblacional de 487,83 personas por km².

## Geografía
Elrosa se encuentra ubicada en las coordenadas 45°33′46″N 94°56′49″O / 45.56278, -94.94694. Según la Oficina del Censo de los Estados Unidos, Elrosa tiene una superficie total de 0.43 km², de la cual 0.43 km² corresponden a tierra firme y (0%) 0 km² es agua.

## Demografía
Según el censo de 2010, había 211 personas residiendo en Elrosa. La densidad de población era de 487,83 hab./km². De los 211 habitantes, Elrosa estaba compuesto por el 98.58% blancos, el 0% eran afroamericanos, el 0% eran amerindios, el 0% eran asiáticos, el 0% eran isleños del Pacífico, el 0% eran de otras razas y el 1.42% pertenecían a dos o más razas. Del total de la población el 0% eran hispanos o latinos de cualquier raza.